# Elisabeta Movilă
Doamna Elisabeta Movilă (Elisabeta de Lozna, n. în a doua jumătate a secolului al XVI-lea – d. după 1620, Constantinopol) a fost soția lui Ieremia Movilă, domn al Moldovei în perioadele 1595-1600 și 1600-1606. A fost și regenta fiilor ei Constantin și Alexandru, în perioadele în care aceștia au ocupat tronul Moldovei. 
Soția lui Ieremia Movilă, cunoscută în istoriografia românească și ca Elisafta, a fost una dintre figurile cele mai marcante în galeria doamnelor române. A fost o femeie mândră, ambițioasă, iar alături de Anastasia Duca este considerată cea mai frumoasă doamnă pe care a avut-o Moldova. Ambiția ei a fost comparată de istoricii noștri cu cea a Doamnei Chiajna.

## Biografie
Originea Elisabetei a fost disputată. Nicolae Iorga și Petre P. Panaitescu susțin că a fost fiica lui Toma Csomortany (Csomortány Tamás), proprietar al unei întinse moșii la Lozna, lângă Liov, iar Sever Zotta a susținut că a fost fiica unui grec, Gheorghe Kataratos (numit și Lozinski sau Islozeanu), proprietarul moșiei Lozna de lângă Dorohoi. Dar faptul că a fost catolică indică faptul că a fost mai degrabă fiica lui Toma Csomortany, ungur polonizat.
Căsătoria ei cu Ieremia Movilă a avut loc în Polonia la sfârșitul anului 1591, când Ieremia Movilă, întors din Tirol, s-a stabilit provizoriu la Lozna. În anul 1592 li se naște primul copil, Maria, iar în acest an familia Movilă se află la moșia Ustie pe Nistru a lui Ion Simion de Sluczk, împreună cu numeroasa lor familie compusă din surori cumnați și veri, și aici au stat pentru următorii trei ani, iar aici a căpătat în anul 1593 diploma de indigenat polon.

### Doamnă a Moldovei
Ieremia este pus în scaunul Moldovei, cu ajutor polon, în vara anului 1595, iar Elisabeta îl urmează în Moldova de abia în iarna lui 1596, după ce trupele lui Ieremia îl înving și alungă pe Ștefan Răzvan, domnul țigan susținut de Mihai Viteazul și de căpetenia tătară Ahmed Bey. Astfel își începe Elisabeta anii domniei la Iași și încearcă, în liniștea anilor dintâi, răspândirea catolicismului în Moldova. Episcopul catolic Querini se lăuda, într-o scrisoare adresată Papei, că la o slujbă de sărbătoare (Corpus Domini) au fost prezenți domnul țării, boierimea, oastea și chiar mitropolitul Gheorghe, fratele lui Ieremia. Dar, deși evlaviosul domn se lăsa înduplecat să participe la slujbele catolice, prin stăruințele doamnei, și deși a dăruit 300 de scuzi pentru împodobirea bisericii catolice din Suceava, nu a putut fi înduplecat să renunțe la ortodoxism, iar copii lor au fost educați în religia țării.
În această perioadă, a primilor ani ai domniei, se naște primul fiu, pe care-l botează Constantin și pentru a-i asigura un loc ferit de primejdii, Ieremia cumpără în jurul anului 1599 moșia de la Ustie. În acealași an Mihai Viteazul a cucerit Ardealul, iar polonezii l-au înștiințat pe Ieremia că acesta intenționa să intre în Moldova, dar Ieremia, căruia i se născuse și cel de-al doilea fiu Alexandru, petrecea liniștit la Iași, amăgit de Mihai care-i trimise-se o solie în martie 1600 pentru a-i peți una dintre fete pentru fiul său Nicolae Pătrașcu. În același timp, Mihai Viteazul a trimis o solie și la Suceava, lui Sigismund Báthory, aflat aici în exil, să-i propună mâna fiicei sale Florica, deși acesta era căsătorit cu Maria-Christina, arhiducesă austriacă. Astfel, prin aceste manevre, Mihai i-a făcut să creadă că dorește o alianță, iar în mai 1600, când oștile lui Mihai au pătruns în Moldova, Ieremia petrecea la nunta unei rude pe Trotuș fiind extrem de surprins și nepregătit. Solicitarea suportului militar din Polonia a fost tardiv și a trebuit să se retragă în fugă cu Elisabeta, familia, boierii și o mică oaste de câteva sute de ostași în cetatea Hotinului. De aici, și-a trimis soția și copiii la Camenița, iar mai apoi și el, în urma unei bătălii pierdute rapid, s-a retras la moșia de la Ustie și de acolo a reluat negocierile cu polonezii pentru a-și recăpăta Domnia.
La Camenița, Elisabeta a devenit ostateca ducelui de Zamoisky și a starostului Cameniței, care-i solicitau lui Ieremia plata datoriilor. În primăvara anului 1601 izbucnește ciuma în oraș, iar Elisabeta a trăi clipe de groază, deoarece cu toate măsurile luate îi mureau pe rând servitorii și i-a murit și o soră sub ochii ei. La 23 aprilie 1601, logofătul Dan Danovici, solul lui Simion Movilă, relatează într-o scrisoare în ce hal se afla Doamna Moldovei: ce necăjită, ce bolnavă, ce bântuită este de frica morții înainte de timp. Toate acestea iau sfârșit în septembrie 1601, când după vestea morții lui Mihai Viteazul, Ieremia Movilă își recapătă scaunul, iar familia se reunește la Iași. Dar liniștea familiei nu durează mult, deoarece în septembrie 1602, Simion Movilă este alungat din Țara Românească se întoarce la fratele său, învins și falit, cerându-i bani să-și plătească oștirea. Cum Ieremia era plin de datorii, nu a avut bani să-l ajute, iar ostașii acestuia au ocupat moșia de la Ustie în februarie 1603, amenințând cu devastarea castelului. Ieremia i-a scris regelui polon, la 17 ianuarie 1603, să-l ajute, dar scrisoarea a rămas fără răspuns. Nicolae Iorga susține că această întâmplare a reprezentat începutul urii dintre cei doi frați Movilă. Ura Elisabetei, începuse mai devreme, pe vremea când a fost ținută ostatecă la Camenița, printre ciumați.
La 25 mai 1603, în cetatea Sucevei are loc căsătoria fiicei lor Chiajna cu Mihai Wiszowiecki, rutean ortodox, unul dintre cei mai mari magnați ai Poloniei, Iar în urma acestei căsătorii, regele Poloniei a trimis doi delegați, un arhiepiscop și castelanul de Liov, la Ustie pentru a cerceta disputa dintre ostașii lui Simion și Ieremia. Delegații hotărăsc că ostașii care ocupau moșia trebuie să plece, iar domnului Moldovei sau fratelui Simion le-au dat un răgaz de șase luni pentru plata datoriei. Ieremia, pentru a salva moșia sfârsește a plăti datoria, după o nouă amenințare adresată de ostași în noiembrie 1603.
În iarna lui 1606 Elisabeta naște cel de-al treilea fiu, Bogdan., iar în vara aceluiași an, în iunie, Ieremia Movilă moare și astfel va începe lupta Elisabetei pentru protejarea tronului Moldovei pentru fii săi.

### Doamnă Regentă a Moldovei
Încă din anul 1599, Ieremia a primit un privilegiu acordat de către Poarta Otomană, în care sultanul consemna că atâta vreme cât va fi plătit tributul, ar putea fi pe viață domn al Moldovei și după moartea lui îi va urma fiul. Simion însă, a uzurpat tronul lui Constantin, iar Elisabeta împreună cu fiii săi au părăsit țara, fără a apuca să pună o piatră funerară pe mormântul soțului ei decedat. Exilul Elisabetei nu a durat mult, deoarece Simion a încetat din viață la 14 septembrie 1607. Astfel, Elisabeta a început lupta împotriva Marghitei, văduva lui Simion care avea cinci fii: Mihail, Gavril, Moise, Petre și Ion. Cel mai mare, Mihai, în vârstă de 13-14 ani, s-a urcat în scaunul Moldovei la data de 23 septembrie 1607. Elisabeta a fost ajutată de ginerii săi, care adunaseră o armată de 30.000 de ostași din diferite colțuri ale Poloniei, iar în octombrie 1607 l-au alungat pe Mihail Movilă din Iași. În noiembrie acesta s-a întors, dar a fost învins definitiv în decembrie 1607 la Ștefănești, lângă Prut.
Elisabeta a triumfat și s-a autointitulat Doamnă a Țării Moldovei și nestingherită de răposatul său soț a început să-i umple de daruri pe călugării catolici, iar daniile semnate de fiul său erau semnate cu ajutorul Doamnei mamei mele, Doamnă și făcătoare de bine. În același timp, văduva lui Simion s-a refugiat cu fiul său Mihăilaș la Târgoviște unde a pus la cale căsătoria acestuia cu Anca, fiica lui Radu Șerban, domn al Țării Românești. Dar nunta nu a mai avut loc, deoarece Mihail moare și a fost îngropat în Mănăstirea Dealu, alături de Mihai Viteazul. Marghita, cu fiii săi Gavril, Moise și Ion se refugiază în Ardeal, iar Petru a trecut Nistrul și s-a stabilit la Kiev, unde a devenit mitropolit, începând cu anul 1618. Zilele de liniște ale Elisabetei, au fost tulburate de Marghita, care nu a încetat a unelti pentru drepturile fiului său Gavril, iar boierii moldoveni credincioși ramurii Simion s-au înfășișat de două ori sultanului chestionând cum putea suferi el ca Domnul Moldovei să fie impus de poloni? Elisabeta a reacționat de fiecare dată trimițând pungi pline de galbeni, asigurându-l pe sultan că domnul Moldovei este supusul și umilul său sclav. Astfel, boierii uneltitori au sfârșit ciomăgiți în fața ușei Înaltei Porți.
În anul 1611 Radu Șerban, alungat de către unguri de pe scaunul Țării Românești, se refugiază sub protecția lui Constantin în Moldova. Radu Șerban a convins-o pe Elisabeta să facă un act de închinare către Împăratul Germaniei, protectorul domnului fugar. Vestea acestui gest a ajuns la Istanbul, iar sultanul a hotărât înlocuirea lui Constantin Movilă cu Ștefan Tomșa al II-lea. Elisabeta a fost nevoită să se retragă cu întreaga familie în cetatea Hotinului. Ștefan Tomșa însă a decis să nu atace femeile, copiii și bătrânii refugiați la Hotin, scriindu-i disprețuitor regelui Poloniei că nu are de gând să-l urmărească pe Constantin, un tânăr ce nu putuse învăța a domni.
Constantin, cu ajutor polon și al cumnaților săi, strânse o oaste destul de numeroasă care a fost pusă sub comanda lui Zolkiewsky, biruitorul moscoviților de la Kluszyn și au pornit spre Iași pentru a-l înlătura pe Ștefan Tomșa. Ștefan primise însă ajutor de la turci și tătari și o numeroasă armată condusă de Hussein Aga i-a așteptat la Cornul lui Sas, lângă Ștefănești. Armata lui Constantin Movilă a fost învinsă la 19 iulie 1612, iar Constantin a fost răpit de către tătari și în drum spre hanul tătar, aflându-se într-o luntre pentru a trece Niprul, s-a înecat în apele râului.
Elisabeta, aflată la Ustie, a primit vestea răpirii fiului ei și a ginerelui său, Potocki, soțul Mariei, dar nu a știut de moartea lui Constantin. În septembrie 1612 îi asigura pe călugării din Liov că le va ridica o biserică când se va întoarce fiul său de la tătari. În februarie 1613 îi scria lui Leon Sapieha, cancelarul Lituaniei să o ajute să-și elibereze fiul, Măria Sa Domnul, fiul meu iubit, care a căzut în mâinile păgânilor. De abia în toamna lui 1613, la un an și câteva luni de la bătălia de la Cornul lui Sas, a primit o scrisoare de la hanul tătarilor prin care a fost anunțată de moartea lui Constantin.
După aflarea veștii morții lui Constantin, Elisabeta a adunat bani pentru a plăti o armată pentru a porni un război împotriva lui Ștefan Tomșa și a-l pune domn pe cel de-al doilea fiu al său, Alexandru. Până în vara lui 1615 a strâns o armată de aproximativ 12.000 de oșteni care a pornit către Iași avându-i în frunte pe ginerele Wisznowiecki și pe principele Samuel Corecki. La Camenița, armata a fost întâmpinată de boierii moldoveni nemulțumiți, iar Petre, pârcălabul Hotinului, le-a înmânat cheile cetății Hotin. După ocuparea Hotinului, armata lui Alexandru a înaintat spre Iași și au fost întâmpinați de armata lui Tomșa pe dealul Tătărașilor. Tomșa a fost învins și nevoit să se refugieze la Târgoviște și astfel a început scurta domnie a lui Alexandru, care avea la acea vreme doar 15 - 16 ani, vârsta la care murise fratele său Constantin. Elisabeta a triumfat și a devenit, din nou, Doamnă a Țării Moldovei.
Ștefan Tomșa, sprijinit de domnul Țării Românești, Radu Mihnea, și de Schender Pașa, pornește în primăvara lui 1616 o nouă ofensivă împotriva lui Alexandru. Curtea lui Alexandru se retrage la Hotin, iar la sfârșitul lui martie Ștefan Tomșa a fost învins în fața zidurilor cetății. În mai puțin de trei ore, oastea de vreo 12.000 de turci, tătari și munteni a fost nimicită, iar Ștefan Tomșa, Radu Mihnea și Schender Pașa au fost puși pe fugă.
Elisabeta s-a crezut victorioasă, dar Schender Pașa, umilit, a solicitat sprijinul Pașei Ibrahim al Silistrei și împreună au stabilit sfârșitul Movileștilor, prin susținerea la Istanbul a strămutării lui Radu Mihnea ca domn în Moldova și numirea lui Alexandru Iliaș, domn al Țării Românești.
În dimineața zilei de 25 iulie 1616, un sol de-a lui Radu Mihnea a înștiințat curtea de la Iași de numirea sa ca domn al Moldovei și îl sfătuia pe Alexandru să se retragă în Polonia. Elisabeta, care deși a fost înștiințată de uneltirile lui Schender Pașa, nu a dorit să le dea crezare, fiind convinsă că turcii îi vor accepta fiul ca domn, se găsea acum din nou în situația de a lua calea Hotinului.

### Sfârșitul
În seara zilei de 23 august 1616, calea caravanei Movileștilor, aflată în retragere spre Hotin, a fost tăiată de o ceată de aproximativ 2.000 de tătari în drumul dintre Hârlău și Botoșani, în apropierea lacului Dracșani. Mica ceată de oșteni a Movileștilor nu a putut face față numărului mare de turci și tătari care-i înconjurau din trei părți, iar Elisabeta și familia sa au fost luați prinzonieri în timpul nopții. A doua zi, aflată captivă într-o căruță și văzându-i pe boierii săi fideli aliniați la marginea drumului le-a strigat: Boieri, boieri, rușinatu-m-au păgânul! și poruncind căruțașului să oprească a cerut niște foarfece și și-a tăiat părul și i-a poruncit unuia dintre boieri să-l așeze la Mănăstirea Sucevița pe lespedea mormântului soțului ei, Ieremia Movilă. Părul ei castaniu se găsește și astăzi într-o cutie de argint în formă de măr, atârnată de bolta bisericii.
Elisabeta a fost dusă la Istanbul, forțată să se convertescă la islam și și-a găsit sfârșitul în haremul sultanului, cândva după anul 1620.